# BMW Strahlbomber II
O BMW Strahlbomber II foi um projecto da BMW para conceber um bombardeiro pesado intercontinental. O design desta aeronave era o se uma asa-delta. Alimentado por dois motores a jato, este bombardeiro teria capacidade de transportar 5000 kg de bombas até alvos na União Soviética ou nos Estados Unidos.